# Гапре
Гапре (фр. Gâprée) насеље је и општина у северној Француској у региону Доња Нормандија, у департману Орн која припада префектури Алансон.
По подацима из 2011. године у општини је живело 139 становника, а густина насељености је износила 14,13 становника/km². Општина се простире на површини од 9,84 km². Налази се на средњој надморској висини од 240 метара (максималној 238 m, а минималној 184 m).

## Демографија
| 1962. | 1968. | 1975. | 1982. | 1990. | 1999. | 2011. |
| ----- | ----- | ----- | ----- | ----- | ----- | ----- |
| 123   | 176   | 164   | 156   | 141   | 139   | 139   |

График промене броја становника у току последњих година